# Ekspozycja „Dawne Narzędzia Tortur” w Krakowie

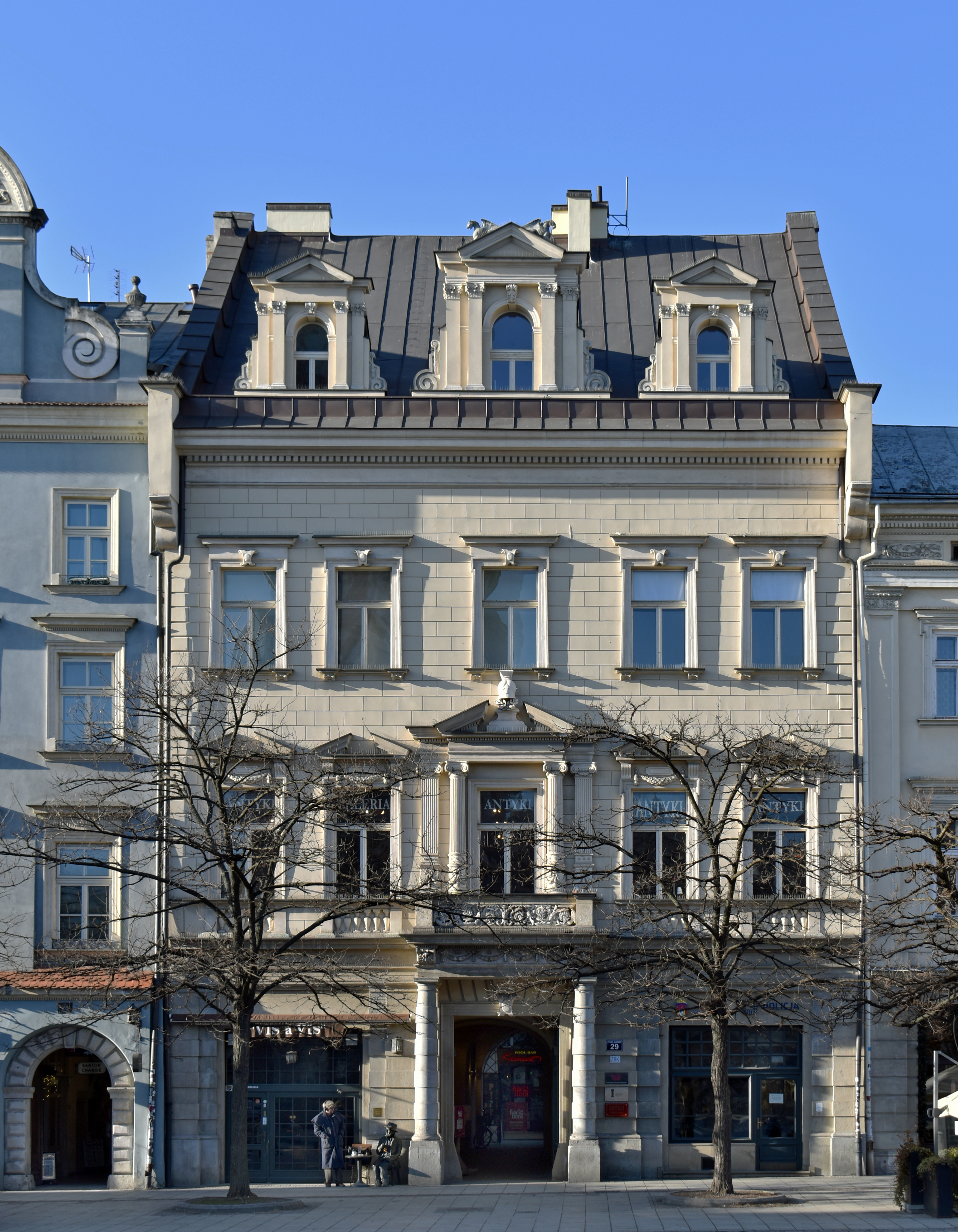
Kamienica Pod Blachą (2021)

Ekspozycja „Dawne Narzędzia Tortur” – stała ekspozycja zorganizowana w piwnicach Kamienicy Pod Blachą przy Rynku Głównym w Krakowie o charakterze prywatnej placówki muzealnej. Na wystawie prezentowanych jest kilkanaście średniowiecznych narzędzi tortur, między innymi:
- bocian
- osioł hiszpański
- łoże sprawiedliwości
- garota
- maska wstydu
- krzesło czarownic